# Мічиган (озеро)
Мічига́н (англ. Michigan, МФА: [ˈmɪʃɪgən]) — озеро на півночі США, у групі Великих Озер. Друге за об'ємом серед Великих озер (4 900 км³) та третє за площею (58 030 км²), після озер Верхнє та Гурон (і трохи менше, ніж американський штат Західна Вірджинія). На сході його басейн поєднується з басейном озера Гурон через широку протоку Макіно; з точки зору гідрографії Мічиган і Гурон утворюють єдине озеро, але географічно їх прийнято вважати окремими озерами. Умовна межа між озерами проходить у точці розташування мосту Макінак. Сполучено з системою річки Міссісіпі — каналом Чикаго — Локпорт. Озеро є складовою морського шляху Святого Лаврентія.
Озеро Мічиган — єдине Велике озеро, яке повністю знаходиться в межах кордонів США та омиває американські штати Вісконсин, Іллінойс, Індіана та Мічиган. Порти на березі озера: Чикаго; Мілвокі; Грин-Бей; Гері; та Маскегон. Слово «Мічиган» спочатку відносилось до самого озера, і, як вважають, походить з мови оджибве michi-gami, що означає «велика вода».
Озеро розташоване на висоті 177 м; площа поверхні — 57,8 тис. км², середня глибина — 85 м, максимальна — до 281 м (криптодепресія).
Пляжі Північного Мічигану — єдині пляжі у світі, де можна знайти каміння Петоскі. В 1838 році до озера Сент-Клер почали будувати канал Клінтон — Каламазу, але так і не добудували. На східному березі озера знаходиться природний заповідник Сплячі ведмежі дюни та Лудингтонська ГАЕС.

## Утворення
Створено у пізньому плейстоцені (Вісконсинське заледеніння), коли льодовик, що прямував древньою річковою долиною та ніс величезні маси гірського матеріалу та глини, зупинився, не дійшовши до сучасних дюн і створив потужний вал морени. Талі води льодовика заповнювали долину, вирізану льодовиком, створили озеро Чикаго. Коли льодовик відступав (пізній плейстоцен, початок голоцену), озеро змінило форму та розміри. Дюни на південному та східному берегах озера утворилися в голоцені внаслідок сильних північних вітрів.

## Природні особливості
Нещодавні дослідницькі експедиції виявили нову загадкову несподіванку озера Мічиган, а саме серію величезних кратерів, розкиданих по дну озера, які вперше були помічені у 2022 році. Після обробки даних початкового картографічного проєкту, вчені з Лабораторії екологічних досліджень Великих озер (GLERL) Національного управління океанічних і атмосферних досліджень (NOAA) підтвердили наявність на дні озера Мічиган величезних природних кратерів. Їх нарахували близько 40, і всі вони простягаються на південь від точки на південний схід від Шебойгана (штат Вісконсін) у напрямку Порт-Вашингтона. Діаметр більшості кратерів — від 500 до 1000 футів. Вони мають неправильну форму з максимальною глибиною — до 925 футів (~ 282 м).

## Галерея

Мічиган у групі Великих Озер
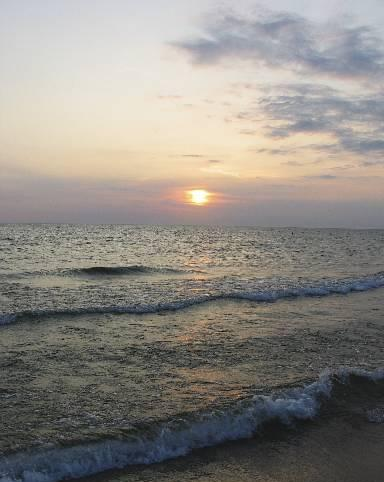
Захід сонця на озері Мічиган